# Kartouzská brána
Újezdská nebo Kartouzská brána je zaniklá pražská stavba původně ze 14. století pojmenovaná podle kartuziánského kláštera Panny Marie na Smíchově. Byla též zvána podle své polohy na Újezdě nebo podle směrování Košířská podle Košíř a později Říšská, případně Střelcovská. O poslední stavební podobě brány na tomto místě pojednává článek Újezdská brána.

## Historie

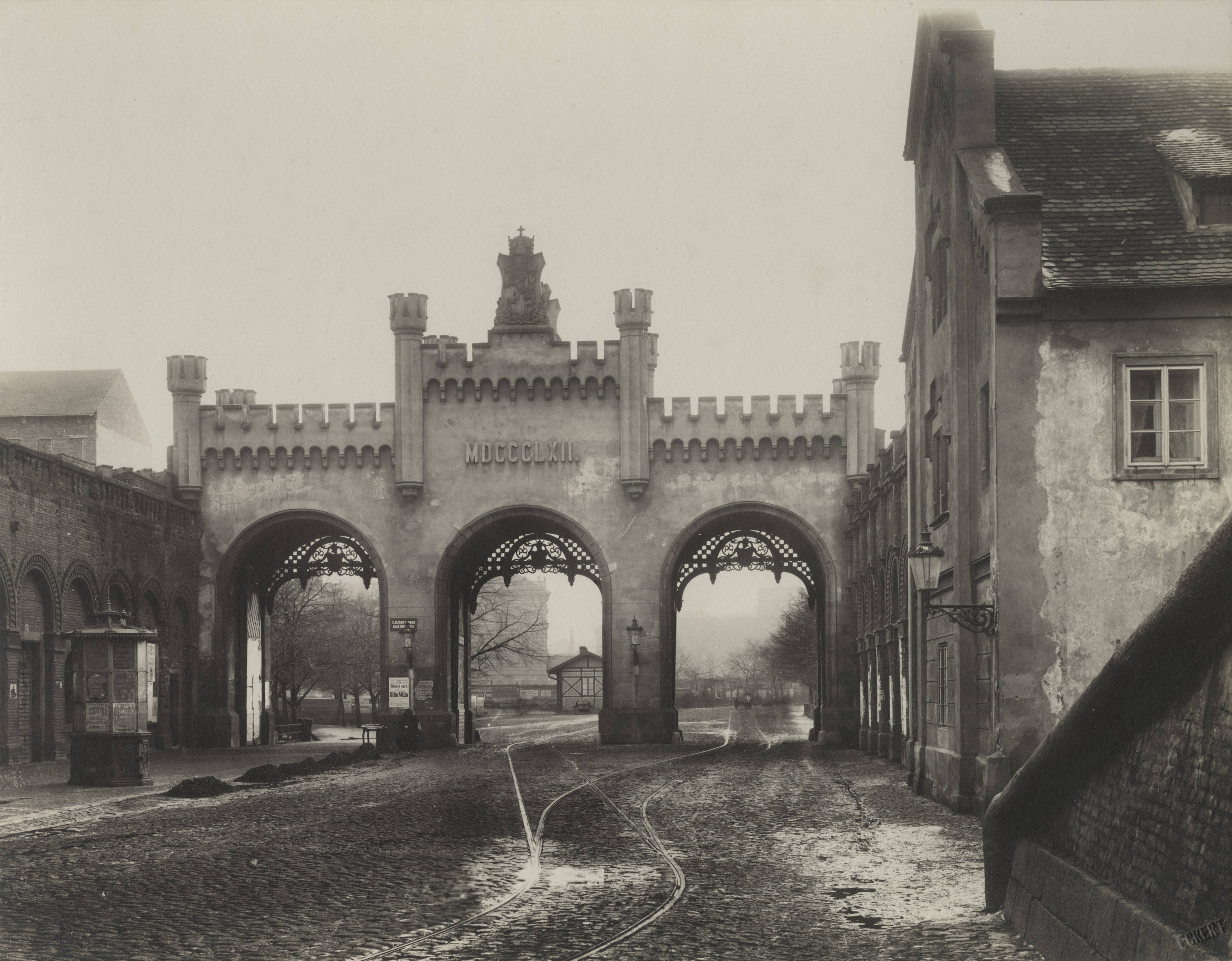
Nová Újezdská brána, která nahradila starší Kartouzskou bránu. Středem brány prochází trať koňky. Byla zbořená roku 1891.

Nejstarší újezdská brána pocházela z doby založení Malé Strany v roce 1257 a stávala až poblíž Malostranského náměstí v místě domu Karmelitská 516/31. 
Při rozšiřování Malé Strany výstavbou Hladové zdi za Karla IV. vznikla na novém místě brána označovaná podle první české kartouzy, která byla nedávno předtím založena v ústraní poblíž města. Tato brána byla v roce 1551 renesančně upravena. 
V roce 1693 ji nahradila nová barokní brána v linii nově budovaného bastionového opevnění Prahy. Bránu chránila dvojice mohutných bastionů a ravelin, předsunuté opevnění, kde se zalamuje přístupová cesta, aby bylo zabráněno ostřelování brány. Uvnitř brány se cesta zatáčela směrem do míst původní Kartouzské brány v gotickém opevnění. Byla též nazývána Říšská brána, protože tudy vedla cesta směrem do říšského Bavorska.
Roku 1862 byla z důvodu nedostatečné kapacity zazděna a vedle ní vystavěna nová, větší Újezdská brána v novogotickém stylu se třemi otvory. Tak došlo k narovnání komunikace v místech, kde po zboření této brány roku 1891 vzniklo pokračování ulice Újezd na náměstí Kinských. Četné zbytky původního opevnění a obou bran se dochovaly většinou jen v suterénech jednotlivých domů.